# I’m All Yours Baby!
I’m All Yours Baby! – album amerykańskiego muzyka Raya Charlesa, wydany w 1968 roku. Płyta złożona z ballad.

## Lista utworów
strona A:
| 1. | "Yours" (Jack Sherr)                                            | 4:00  |
|    |                                                                 |       |
| 2. | "I Didn't Know What Time It Was" (Richard Rodgers, Lorenz Hart) | 4:58  |
|    |                                                                 |       |
| 3. | "Love Is Here to Stay" (Ira Gershwin, George Gershwin)          | 3:17  |
|    |                                                                 |       |
| 4. | "Memories of You" (Andy Razaf, Eubie Blake)                     | 4:25  |
|    |                                                                 |       |
| 5. | "Till the End of Time" (Buddy Kaye, Ted Mossman)                | 2:39  |
|    |                                                                 |       |
|    |                                                                 | 19:19 |
|    |                                                                 |       |
strona B:
| 1. | "I Had the Craziest Dream" (Harry Warren, Mack Gordon)                        | 4:19  |
|    |                                                                               |       |
| 2. | "Some Day" (Brian Hooker, Rudolf Friml)                                       | 4:46  |
|    |                                                                               |       |
| 3. | "Indian Love Call" (Oscar Hammerstein II, Otto Harbach, Rudolf Friml)         | 4:31  |
|    |                                                                               |       |
| 4. | "I Dream of You (More Than You Dream I Do)" (Edna Osser, Marjorie Goetschius) | 3:18  |
|    |                                                                               |       |
| 5. | "Gloomy Sunday" (Rezső Seress, Sam M. Lewis)                                  | 3:52  |
|    |                                                                               |       |
|    |                                                                               | 20:46 |
|    |                                                                               |       |